# Andrej Volgin
Andrej Volgin (russisk: Андрей Андреевич Волгин) (født 22. december 1981 i Moskva i Sovjetunionen) er en russisk filminstruktør.

## Filmografi
- Spiral (Спираль, 2014)[1][2]
- Tantsy nasmert (Танцы насмерть, 2017)
- Balkanskij rubezj (Балканский рубеж, 2019)